# اتحادیه گمرکی اوراسیا
اتحادیه گمرکی اوراسیا یک اتحادیه گمرکی متشکل از کشورهای عضو اتحادیه اقتصادی اوراسیا است.
ادارهٔ این اتحادیه وظیفهٔ اصلی اتحادیه اقتصادی اوراسیا است که در سال ۲۰۰۰ تأسیس شده بود. به کالاهایی که میان کشورهای این اتحادیه جابه‌جا می‌شوند هیچ حق گمرکی تعلق نمی‌گیرد و - بر خلاف مناطق تجارت آزاد - اعضای اتحادیه گمرکی یک تعرفه خارجی مشترک برای همهٔ کالاهایی که به اتحادیه وارد می‌شوند وارد می‌کنند. یکی از نتایج اتحادیه گمرکی این است که اتحادیه اوراسیا به عنوان یک نهاد واحد در مذاکرات بین‌المللی نظیر مذاکره با سازمان تجارت جهانی وارد می‌شود و دیگر لازم نیست هر کشور به صورت جداگانه وارد مذاکره شود.
این اتحادیه در ۱ ژانویه ۲۰۱۰ ایجاد شد. کشورهای مؤسس آن بلاروس، روسیه و قزاقستان بودند. در ۲ ژانویه ۲۰۱۵ ارمنستان، نیز به آن اضافه شد. قرقیزستان نیز در ۶ اوت ۲۰۱۵ به این اتحادیه پیوست. معاهدهٔ ابتدایی که موجب ایجاد اتحادیهٔ گمرکی شده بود با امضای موافقت‌نامه‌ای در ۲۰۱۴ که باعث تشکیل اتحادیهٔ اقتصادی اوراسیا شد فسخ گردید. موافقت‌نامهٔ جدید شامل یک اتحادیهٔ گمرکی در قالب چارچوب قانونی اتحادیه اوراسیا بود.
کشورهای عضو، همگرایی اقتصادی را ادامه دادند و تمام گمرکات مرزی را پس از ژوئیه ۲۰۱۱ میان خود حذف نمودند. در ۱۹ نوامبر ۲۰۱۱ کشورهای عضو یک کمسیون مشترک برای رشد تبادلات اقتصادی تاسیس کردند تا بتواند تا ۲۰۱۵ یک اتحادیه اقتصادی را طرح‌ریزی نماید. در ۱ ژانویه ۲۰۱۲ سه عضو این اتحادیه یک فضای واحد اقتصادی ایجاد کردند تا همگرایی اقتصادی بین یکدیگر را افزایش دهند. کمیسیون اقتصادی اوراسیا نقش یک سازمان تنظیم‌کننده برای اتحادیهٔ گمرکی و جامعهٔ اقتصادی اوراسیا را بر عهده دارد.
ایجاد اتحادیهٔ گمرکی اوراسیا با امضای سه معاهده در سال‌های ۱۹۹۵، ۱۹۹۹ و ۲۰۰۷ تضمین شده بود. نخستین معاهده ایجاد این اتحادیه را تضمین کرده بود، دومین معاهده تشکیل آن را و سومین معاهده از تشکیل یک سرزمین واحد گمرکی و تشکیل اتحادیه گمرکی خبر داد.
در سال ۲۰۲۱ ایران به جمع اتحادیه اوراسیا پیوست.